# Fábry Zoltán (író)
Fábry Zoltán (Stósz, 1897. augusztus 10. – Stósz, 1970. május 31.) felvidéki protestáns pap- és írástudó családból származó, első világháborús rokkant hadnagy, baloldali író, közíró, kritikus. Munkásságának etikai irányát az antimilitarizmus, az antifasizmus és az emberséges magatartás kérdése határozta meg, ugyanakkor az esztétikai értékekre is fogékony kiváló íráskészséggel rendelkező írói egyéniség, kezdetben az expresszionizmus irányvonala indította útjára.

## Életútja
„A stószi remete” 1908 és 1914 között a rozsnyói evangélikus főgimnáziumban tanult. 1915-ben besorozták a Osztrák–Magyar Monarchia hadseregébe, 1916-18 közt a galíciai fronton szolgált. 1918-tól a budapesti egyetemen folytatta tanulmányait magyar-történelem szakon. Babits Mihály Az irodalom elmélete c. előadásait ő jegyezte le gyorsírással, s később (1967) ennek alapján adták ki. 1919-ben hazatért Stószra kiújuló tüdőbetegsége miatt. Számos laphoz bekapcsolódott munkatársnak. Az 1920-as években került kapcsolatba a romániai magyar irodalommal. Főbb műve: A vádlott megszólal (1946).
Fábry Zoltán romániai kapcsolatai a magyar irodalomban azokkal a sajátosan egyéni írásokkal kezdődtek, amelyekben a csehszlovákiai magyar író és irodalompolitikus a szlovenszkói magyar életet a kolozsvári Keleti Újságban ismertette. Franyó Zoltán lapjának, a Geniusnak, majd az Új Geniusnak munkatársa – ez utóbbiban jelent meg Emberirodalom c. programadó írása is (1925/1) –, Szántó György Periszkop c. lapjának csehszlovákiai szerkesztője (1925-26). Még az 1920-as években Bartalis Jánossal és Ligeti Ernővel is kapcsolatba lépett, könyveiket a csehszlovákiai magyar sajtóban ismertette.
Dienes László a Korunk megindulásakor bevonta a lap munkatársi gárdájába, ez a kapcsolat mélyült el Gaál Gáborral való évtizedes (1929-39) baráti együttműködéssé. A csehszlovákiai magyar publicista neve felkerült a folyóiratra, s szülőfaluja, a Kassa közelében fekvő Stósz mint a csehszlovákiai szerkesztőség postacíme fogalommá vált: innen bírálta a „háborúval fenyegető hitlerista politika szolgálatába szegődött” irodalmat s azzal szemben a német és orosz „valóságirodalom”, a cseh és szlovák antifasizmus, a „haladó” magyar népi kísérletek dokumentumait mutatta fel. A két szerkesztő avantgárdizmusból indult és a „valóságirodalomig” érlelődött irodalomesztétikája szervesen kiegészítette egymást. „Én forrtam, sisteregtem, ő nevelt. Írásaimat szenvedély fűtötte, őt fegyelem vezette, értelmi megállapodottság” – vallja Fábry Zoltán Gaálra emlékezve a Korunk-cikkeiből összeállított gyűjtemény (Valóságirodalom. Pozsony, 1967) élén.
1931-1936-ban Az Útnak is szerkesztője volt. 1939-ben és 1941-ben bezárták az illavai várbörtönbe, s míg Csehszlovákiában tartott a magyarság jogfosztottsága (1939. szeptember - 1948. december 15. között), addig nem publikálhatott. 1949-ben a Csehszlovákiai Magyar Dolgozók Kultúregyesülete (CSEMADOK) örökös díszelnökévé választotta. 1948. december 15-től az Új Szó, majd 1953-56 között a Fáklya munkatársa. 1958-ban indította a csehszlovákiai Irodalmi Szemle c. folyóiratot, melynek haláláig szerkesztője volt.
A Fábry-cikkek folytatódtak a Korunk új folyamában is, jórészt ezekből állította össze Balogh Edgár az 1970-ben meghalt író emlékére az Egy ember megszólal c. romániai Fábry-kötetet (Téka, 1973). A fiatal nemzedék tiszteletét a stószi gondolkodó erkölcsi magatartáskultúrája iránt filozófiai elemzéssel fejezi ki Ágoston Vilmos A humanista Fábry Zoltán hite és félelme c. tanulmányában (Szövegek és körülmények. Antológia, 1974). Romániai kapcsolatait egyre bővebben tükrözi a kiadott irodalmi levelezés.

## Kötetei (válogatás)
- Így! Nem lehet! 1+1. Fábry Zoltán profán költeményei; Kittla, Moravská Ostrava, 1928
- Az éhség legendája. Kárpátalja: 1932; Anger-magyar, Pozsony-Bratislava, 1932 (Az Út kis könyvtára)
- Korparancs. Pozsony : Pallas, 1934. (Irodalom és politika, I. világháború utáni Csehszlovákia)
- Barnakönyv Hitler-Németországról és a lipcsei perről; előszó Fábry Zoltán, szerk. Balogh Edgár; Schwarz, Bratislava, 1934
- Fegyver s vitéz ellen; Magyar Nap, Moravská Ostrava, 1937
- A gondolat igaza; Magyar Kiadó, Bratislava, 1955
- A béke igaza; Szlovákiai Szépirodalmi, Bratislava, 1956
- Pravda myšliensky a mieru; vál., tan. Milan Pišut, szlovákra ford. Emil Rusko, Ján Smrek; Slovenský spisovatel', Bratislava, 1958 (Kritika)
- Hidak és árkok; Szlovákiai Szépirodalmi, Bratislava, 1958
- Palackposta, [utószó Juraj Spitzer], Pozsony, 1960 (Fábry irodalmi cikkei)
- Emberek az embertelenségben. Cikk- és tanulmánygyűjtemény; utószó Turczel Lajos; Szlovákiai Szépirodalmi, Bratislava, 1962
- Harmadvirágzás. Szlovákiai magyar irodalmi adalékok; Szlovákiai Szépirodalmi, Bratislava, 1963
- Kúria, kvaterka, kultura : adalékok a csehszlovákiai magyar kultúra első fejezetéhez 1918–1938 [utószó: Turczel Lajos]. Pozsony – Budapest, 1964
- Európa elrablása; Tatran, Bratislava, 1966
- Nase vlast Evropa, [z madarského preloz. Anna Rossová], [vybor a uvod Petr Rákos]. Prága, 1967
- Hazánk, Európa (Válogatott tanulmányok) Szépirodalmi, Bp., 1967
- Valóságirodalom. Cikkgyűjtemény a Korunk anyagából. 1926–39; Tatran, Bratislava, 1967
- Stószi délelőttök. Pozsony – Budapest, 1968 (nyomtatásban ekkor jelenhetett meg A vádlott megszólal c. 1946-os röpirata)
- Korparancs; Madách, Bratislava, 1969
- Fegyver s vitéz ellen. Cikkek és esszék; Madách, Bratislava, 1970
- Vigyázó szemmel : fél évszázad kisebbségben. Pozsony-Budapest, 1971 (Fábry esszéi)
- Egy ember megszólal; összeáll, bev., jegyz. Balogh Edgár; Kriterion, Bukarest, 1973 (Téka)
- Vox humana, [preloz. Marta Zilková]. Kosice : Východoslov. vyd., 1974
- Vigyázzatok a strázsán!; vál., bev. Duba Gyula; Madách, Bratislava, 1975
- Ady igaza; vál., bev., utószó Turczel Lajos; Madách, Bratislava, 1977
- Tanú és tanulság voltam. Visszaemlékezések, vallomások, állásfoglalások; vál., előszó, utószó Sándor László; Madách, Pozsony, 1977 (Fábry állásfoglalásai Ilia Mihály gyűjteménye nyomán)
- Fábry Zoltán válogatott levelezése. 1916–1946 / [vál. Csanda Sándor, Varga Béla], [bev. és jegyz. Csanda Sándor] Budapest-Pozsony, 1978
- Az irodalom elmélete. Babits Mihály egyetemi előadásai 1919-ben Fábry Zoltán lejegyzésében; bev. Gál István; Ságvári Endre Nyomdaipari Szakközépiskola és Szakmunkásképző Intézet, Bp., 1978
- Fábry Zoltán összegyűjtött írásai, 1-12.; vál., összeáll. Fónod Zoltán; Madách, Bratislava, 1980–2001
- Üresjárat 1945-1948 Napló a jogfosztottság éveiből; vál., szöveggond. Lanstyák István és Repiszky Tamás; Bp.–Pozsony, 1991
- Merre vagy, Európa? Kisebbségek a vádlottak padján. Válogatott esszék, újságcikkek 1922–1970; vál., szerk. Kövesdi János, előszó Turczel Lajos; Pannónia, Pozsony, 1991 (Pannónia kiskönyvtár)
- A vádlott megszólal. A cseh és szlovák értelmiség címére; utószó Fónod Zoltán; 2. kiad.; Madách, Pozsony, 1992
- Az őrhely megszólal. Napló, emlékiratok, cikkek, levelek. 1945–1948; összeáll., szerk. Tóth László; Kalligram, Pozsony, 2007
- Irodalom és magyarság. Válogatott tanulmányok, esszék, publicisztikai írások; Madách-Posonium, Pozsony, 2007 (Magyar Antaeus könyvek)